# 伊斯梅尔·德莱塞普
伊斯梅尔·德莱塞普（法語：Ismaël de Lesseps，1871年11月27日—1915年9月30日），全名斐迪南·马里·伊斯梅尔·德莱塞普（Ferdinand Marie Ismaël de Lesseps），法國男子劍擊運動員。他曾經代表該國參加1908年夏季奧林匹克運動會個人和團體佩劍項目，後來於1915年第一次世界大戰期間在一次戰鬥當中被殺。

## 家庭
伊斯梅尔·德莱塞普是法國外交官斐迪南·德·雷賽布的兒子以及劍擊運動員贝特朗·马里·德莱塞普的兄弟。